# 古町温泉
古町温泉（ふるまちおんせん）は、栃木県那須塩原市（旧国下野国）にある塩原温泉郷塩原十一湯の一つの温泉である。

## 泉質
- 単純温泉
- ナトリウム・カルシウム - 塩化物泉
- ナトリウム‐塩化物・炭酸水素塩泉
  - 源泉温度 : 40 - 69℃
  - 源泉数 : 28ヶ所

### 効能
- きりきず・やけど・慢性皮膚病・虚弱児童・慢性婦人病

※注 : 効能はその効果を万人に保証するものではない

## 温泉街
箒川の右岸の塩原街道に沿ってに温泉街が広がり、塩原温泉郷の中で最も多くの温泉宿がある。塩原温泉郷の観光・交通の拠点となる塩原温泉バスターミナル（1973年開設）と塩原もの語館もある。観光馬車（トテ馬車）や遊技場などがあり温泉街の雰囲気を醸し出している。箒川沿いに眺めの良い遊歩道や吊橋があり散策も楽しめる絶好の場所。源有綱が身を隠した言い伝えのある鍾乳洞「源三窟」も古町地区に位置する。
箒川沿いには清掃協力金で入浴可能な露天風呂、「もみじの湯」が存在する。

### 塩原もの語り館
塩原温泉観光協会が運営し、塩原温泉郷にゆかりのある文人墨客の資料を常設展示や企画展示している（展示コーナーは要入館料）。土産物売り場や銀行ATM、カフェレストランや足湯、農産物直売所（冬季休業）なども併設され、観光の拠点となっている。
開館は、2003年（平成15年）で、箒川を渡る紅の吊橋も同年に完成している。

## 歴史
古町温泉の開発が始まったのは安土桃山時代と言われる。
戦後の高度成長期には数多くの団体客が訪れ、塩原温泉郷の中心地となっていった。

## 交通
- 鉄道 
  - JR宇都宮線 西那須野駅よりJRバス関東の塩原温泉バスターミナル行で約45分、終点下車。

（一部便は西那須野駅を経由して東北新幹線 那須塩原駅まで直通運行しており同駅からは約68分）
  - 野岩鉄道 上三依塩原温泉口駅からゆ～バスで約23分、「塩原温泉バスターミナル」下車。
- 車の場合は、東北自動車道 西那須野塩原ICより国道400号へ約20分。